# 5438 Lorre
Az 5438 Lorre (ideiglenes jelöléssel 1990 QJ) a Naprendszer kisbolygóövében található aszteroida. Eleanor F. Helin fedezte fel 1990. augusztus 18-án.